# Nanegalito
Nanegalito ist eine Ortschaft und eine Parroquia rural („ländliches Kirchspiel“) im Kanton Quito der ecuadorianischen Provinz Pichincha. Die Parroquia Nanegalito gehört zur Verwaltungszone La Delicia. Die Parroquia besitzt eine Fläche von 124,7 km². Die Einwohnerzahl betrug im Jahr 2010 3026.

## Lage
Die Parroquia Nanegalito liegt an der Westflanke der Cordillera Occidental im Nordwesten des Kantons Quito. Der Río Pachijal fließt entlang der südwestlichen Verwaltungsgrenze nach Westen. Der Río Alambi fließt entlang der östlichen Verwaltungsgrenze nach Norden. Beide Flüsse sind linke Nebenflüsse des Río Guayllabamba. Der 1600 m hoch gelegene Hauptort Nanegalito befindet sich an der Fernstraße E28 (San Antonio de Pichincha–San Miguel de los Bancos) 37 km nordnordwestlich vom historischen Stadtzentrum von Quito.
Die Parroquia Nanegalito grenzt im Nordosten an die Parroquia Nanegal, im Südosten an die Parroquia Nono, im Süden an die Parroquia Mindo sowie im Nordwesten an die Parroquia Gualea.

## Geschichte
Die Parroquia Nanegalito wurde am 14. November 1952 gegründet.